# Lista delle isole Aleutine

## Isole Aleutine
Le isole Aleutine sono elencate da est ad ovest e, in ogni gruppo, in ordine alfabetico.

## Isole Fox
- Adugak
- Amak
- Amaknak
- Anangula
- Bird
- Bogoslof
- Breadloaf
- Buck
- Caton
- Deer
- Dushkot
- Egg
- Emerald
- Expedition
- Fire
- Gargoyle
- Gull
- Hog
- Kigul
- Kudiakof
- Ogangen
- Ogchul
- Pancake Rock
- Peter
- Poa
- Pustoi
- Samalga
- Sanak
- Sedanka
- Sushilnoi
- Umnak
- Unalaska
- Unalga
- Unimak
- Vsevidof
- Wislow

### Isole Krenitzin
- Aiktak
- Akun
- Akutan
- Avatanak
- Derbin
- Kaligagan
- Rootok
- Round
- Tangik
- Tanginak
- Tigalda
- Ugamak

## Isole Four Mountains
- Amukta
- Chagulak
- Chuginadak
- Carlisle
- Herbert
- Kagamil
- Uliaga
- Yunaska

## Isole Andreanof
- Adak
- Agligadak
- Amlia
- Amtagis
- Anagaksik
- Argonne
- Asuksak
- Atka
- Aziak
- Barabara
- Black
- Bobrof
- Bolshoi
- Box
- Castle
- Chaika Rock
- Channel
- Chisak
- Chugul
- Cone
- Cormorant
- Crone
- Dora
- Eddy
- Egg
- Elf
- Fenimore Rock
- Great Sitkin
- Green
- Igitkin
- Ikiginak
- Ina
- Kagalaska
- Kanaga
- Kanu
- Kasatochi
- Koniuji
- Little Tanaga
- North
- Oglodak
- Plum
- Ringgold
- Sadatanak
- Sagchudak
- Sagigik
- Salt
- Sea Parrot
- Seguam
- Silak
- South
- Staten
- Tagadak
- Tagalak
- Tanaga
- Tanaklak
- The Signals
- The Three Sisters
- Tidgituk
- Umak
- Uyak
- Vasilief
- Whip

### Isole Delarof
- Amatignak
- Gareloi
- Gramp Rock
- Ilak
- Kavalga
- Ogliuga
- Skagul
- Isole Tag
- Tanadak
- Ugidak
- Ulak
- Unalga

## Isole Rat
- Amchitka
- Bird Rock
- Davidof
- Khvostof
- Kiska
- Little Kiska
- Little Sitkin
- Pyramid
- Rat
- Segula
- Semisopochnoi
- Tanadak

## Isola di Buldir
- Buldir

## Isole Near
- Agattu
- Attu
- Isole Cooper
- Isole Gibson
- Hodikof
- Kennon
- Kohl
- Loaf
- Peaked
- Savage

### Isole Semichi
- Alaid
- Hammerhead
- Lotus
- Nizki
- Shemya

## Isole del Commodoro
- Arij Kamen'
- Isola di Bering
- Kamni Bobrovye
- Isola Mednyj
- Isola di Toporkov

- Sivučij Kamen'